# Fullonica

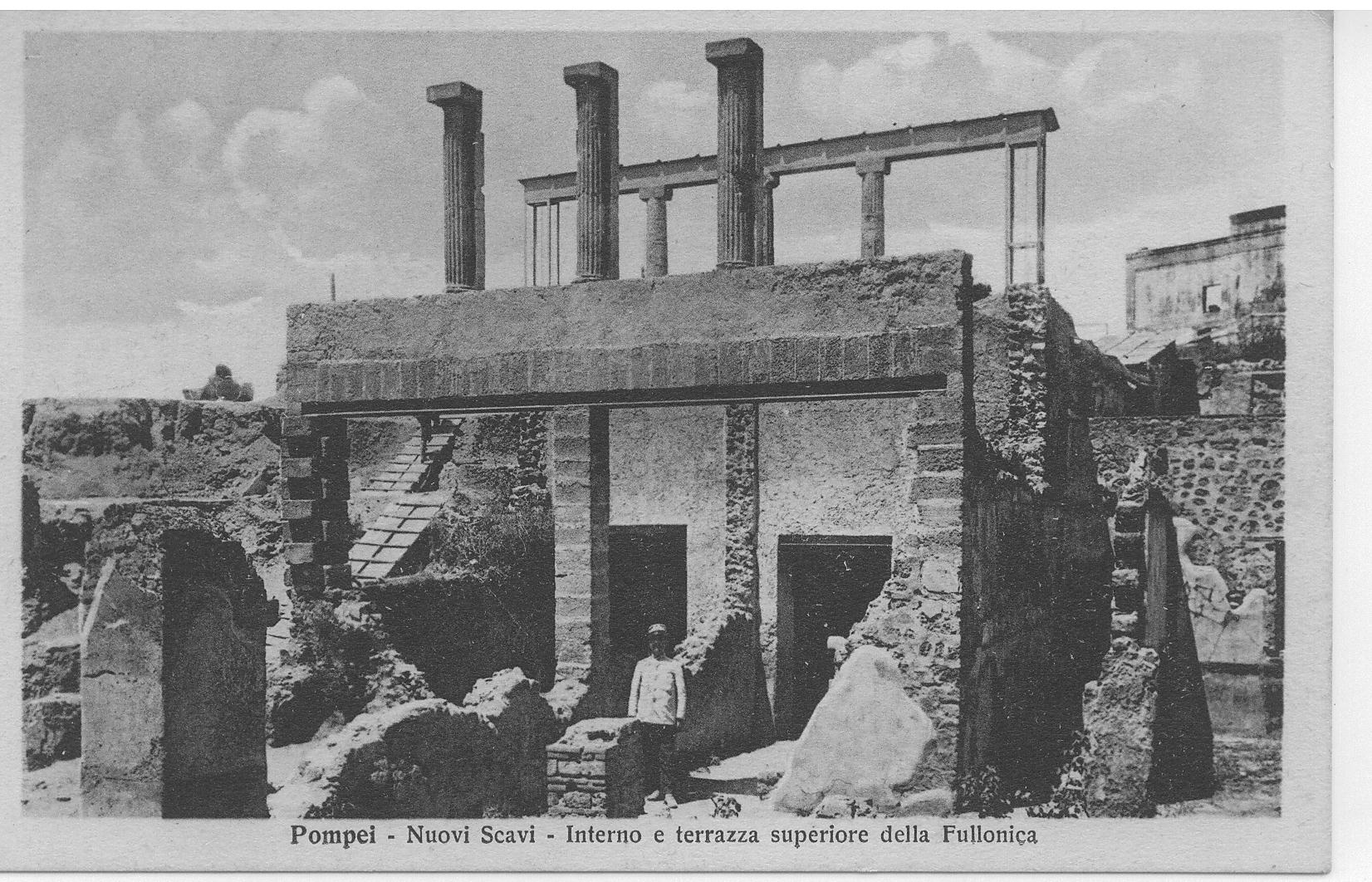
Restos de una fullonica en Pompeya.

Fullonica, era el nombre que recibían en el Imperio romano los comercios dedicados a la lavandería y a la tintorería. El servicio, de ordinario era caro, ya que el emperador Vespasiano había impuesto un tributo sobre la orina humana. Las fullonicas se basaban en esta sustancia para acometer la labor de limpiar la ropa, ya que los ácidos disolvían las manchas
En Pompeya se han encontrado restos de al menos once fullonicas. Tal vez la más famosa de ellas sea la fullonica de Stephanus, o Stéfano, un adinerado comerciante de Pompeya que seguramente muriera en la erupción del Vesubio en el año 79 d. C. que arrasó la ciudad. También se han localizado en la ciudad de Ostia tres grandes y dos menores, otra cerca de Forlì (donde hay un bajorrelieve de la fullonica) y en Barcino, actual Barcelona, donde se conservan en el Museo de Historia de la Ciudad de Barcelona cuatro estancias del siglo II con una pileta para el lavado y una pila para el aclarado.

## Concepto de fullonica: La fullonica de Stéfano
La fullonica de Stefano (fullonica Stephani) era una antigua casa señorial reestructurada para servir a la nueva función de lavandería. En ella, los esclavos preparaban las telas de lana o de lino con tintes, y también se limpiaba la ropa.
La fullonica de Stefano era, como muchos comercios, una antigua vivienda, pero en este caso se procedió a una auténtica transformación y adaptación. Las diferentes estancias fueron descubiertas por los arqueólogos en 1911, hallándose en buen estado de conservación, hasta el punto de permitir la identificación de cada una de ellas. El nombre del propietario aparece en la propaganda electoral escrita en la puerta, por la que se tienen noticias de que en la fullonica también trabajaban mujeres. En el primer recinto tras la amplia entrada se encontraron restos de la prensa empleada para planchar los paños. El impluvium, o patio interior destinado a recoger agua de lluvia se había dedicado a la limpieza de ropa transformado en una especie de lagar delimitado por unos muros de unos 30 cm de altura. Aquí se tendía también la ropa puesta a secar al sol. Tras el jardín, con su peristilo, se encuentran las restantes dependencias: tres tinas comunicadas y sin desagüe y cinco pozos, en los que los esclavos lavaban la ropa pisando los paños sumergidos en agua y sustancias alcalinas: soda y orina recogida en unos recipientes próximos. Para ablandar las telas endurecidas por estas sustancias se procedía posteriormente a tratarlas con arcillas y finalmente, tras el batimiento, a un último y cuidadoso lavado que eliminase los restos de las sustancia anteriores. Finalmente eran cardadas, cepilladas y planchadas. La fullonica disponía también de letrinas y cocina para sus trabajadores.
Los batientes de la entrada se encontraban cerrados por fuera con cerrojos cuando el edificio fue descubierto. En su interior, tras los batientes, se descubrió el cuerpo de un hombre de mediana edad aferrado con fuerza a una bolsa con una importante suma de dinero, concretamente 1089 sestercios y dos ases. Quizá se tratase del propio Stefano, con las ganancias obtenidas de la lavandería, aunque se especula con la posibilidad de que pudiese tratarse de cualquier otro ciudadano que hubiese buscado refugio tras las potentes puertas.

## El ciclo de limpieza en las fullonicas
Era muy complejo y no se han podido reconstruir con absoluta certeza. Plinio el Viejo, Historia Natural (XXXV, 57), informa de que la ley Metilia se ocupaba de ello, dando cuenta de la atención con que los censores C. Flaminio y L. Emilio se habían ocupado en el pasado de todas las cosas que afectaban a la vida de los ciudadanos.
Primero se buscaban posibles daños en el tejido, y una vez arreglados se atiesaba y limpiaba la tela sumergiéndola en sustancias alcalinas, sardo según Plinio. El emperador Vespasiano creó letrinas públicas en las que los propietarios de fullonicas podían recoger la orina empleada en sus negocios mediante el pago de un impuesto. Con anterioridad era frecuente que cerca de la entrada de las lavanderías se dispusiesen ánforas recortadas. Sobre algunas de ellas se han encontrado en Pompeya inscripciones que invitaban a los transeúntes a orinar en dichos recipientes para obtener la materia necesaria para el negocio. En la fullonica de Barcino se ha hallado junto a la pileta de la primera estancia un ánfora recortada, de la que se conserva el negativo, con restos de cenizas empleados como detergentes y blanqueantes. En el interior de la pileta, junto a un grueso sedimento de cal, los análisis efectuados han permitido detectar la presencia de orina y cenizas, empleadas como mordientes y blanqueantes. En la segunda pieza se encontraba la lacuna fullonica, destinada al aclarado, semejante a las localizadas en Ostia.
La tercera pieza en Barcino, mal conservada, sólo presenta un banco corrido, que se presume destinado a las operaciones de batir, escurrir y planchar los paños. La cuarta y última estancia tampoco permite establecer con exactitud su función, habiendo estado destinada quizá a almacén o sala de recepción, faltando aquí las típicas pilas de pisado o saltus fullonici.